# Berlingske

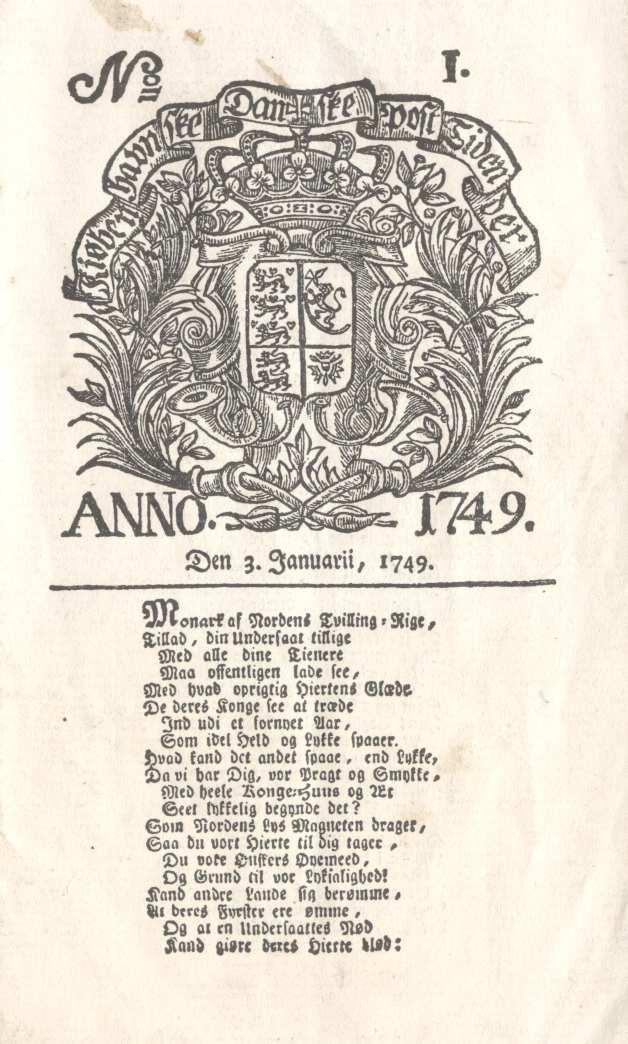
Voorpagina van de eerste editie in 1749

Berlingske is een Deens dagblad met een conservatieve signatuur. De krant is gevestigd te Kopenhagen. Met een dagelijkse oplage van 108.000 stuks (2011) behoort Berlingske tot de 'grote drie' van de Deense kranten, samen met Jyllands-Posten en Politiken.
Het dagblad is de oudste nog bestaande krant in Denemarken. Het werd in 1749 opgericht door de 'koninklijke boekdrukker' Ernst Henrich Berling (1708-1750) als Kjøbenhavnske Danske Post-Tidender. Het kreeg later de naam Berlingskes Politiske og Avertissements Tidende, die in 1936 werd verkort tot Berlingske Tidende en in 2011 tot Berlingske.
Het familiebedrijf Berling (de Berlingske-groep) is 233 jaar lang eigenaar gebleven, van 1749 tot 1982 toen het door een investeerdersgroep werd overgenomen. Daarna heeft het dagblad diverse eigenaren gehad. Sinds 2015 is het in handen van het Belgische DPG Media (De Persgroep).